# Simeizobservatoriet
Simeiz observatoriet (stavas även "Simeis" eller "Simeïs") var fram till mitten av 1950-talet ett astronomiskt observatorium. Det var beläget vid staden Simeiz på Krimhalvön. Anläggningen förstördes under andra världskriget, men återuppbyggdes strax efter krigets slut.
Asteroiden 748 Simeïsa är uppkallad efter observatoriet.